# Адамчук, Анатолий Владимирович
Анато́лий Влади́мирович Адамчу́к (27 февраля 1975, Жуковский) — российский журналист. В прошлом — военный корреспондент радиостанций «Радио России» и «Эхо Москвы», специальный корреспондент Дирекции информационных программ ОРТ (ныне «Первый канал»).

## Биография
Родился 27 февраля 1975 года в подмосковном городе Жуковский. Мать — программист в ЦАГИ, отец — военнослужащий. В связи со службой отца сменил несколько городов: Жуковский, Приозёрск (Казахстан), Горький (Нижний Новгород), Владимир-30 (Радужный).
Ещё будучи студентом факультета журналистики МГУ начал работу на «Радио России» в редакции детских и юношеских программ. Помимо МГУ, также учился в МГИМО на факультете политологии, РЭУ им. Г. В. Плеханова на факультете управления бизнесом и в ВТУ им. Щукина на режиссёрском факультете.
В 1995—1997 годах освещал войну в Чечне. Работал корреспондентом Отдела аналитических программ при ДИП ОРТ. Известен как единственный корреспондент, взявший интервью у похитителя людей в период, когда в плену находились его коллеги, корреспонденты ОРТ Роман Перевезенцев и Вячеслав Тибелиус. Большинство коллег считают, что интервью было инсценировано.
В августе 1997 года в процессе журналистского расследования был задержан спецслужбами Белоруссии и содержался в городе Лида. После «покаянного письма» в адрес президента Лукашенко был освобождён при помощи тогдашних генерального продюсера ОРТ Константина Эрнста и председателя Госдумы Геннадия Селезнёва.
После этого, согласно статье из «Новой газеты», Адамчук несколько лет проживал в Зеленограде под другим именем. В газете «Московский комсомолец» в ноябре 2010 года была опубликована статья, где утверждается, что в период с 2000 по 2006 год Адамчук представлялся беженцем из Грозного Владимиром Келовым, в результате знакомые помогали ему работой и деньгами.
В 2009—2010 годах работал в одном из ПТУ в Жуковском, где руководил театральной студией «Блесна». Театральный коллектив студии дважды получал высшие награды на областных молодёжных конкурсах.
В 2010 году, будучи сотрудником газеты «Жуковские вести», писал о вырубке Химкинского и Цаговского лесов. В ночь на 8 ноября 2010 года на Адамчука напали двое неизвестных, когда он, по его словам, выходил в два часа ночи из редакции газеты в центре Жуковского. Адамчук проходил курс лечения в травматологическом отделении местной больницы. По факту нападения было возбуждено уголовное дело по ч. 2 ст. 161 УК РФ (грабёж, совершённый группой лиц). Были задержаны двое местных жителей 1991 и 1992 годов рождения. Но они заявили, что за одну тысячу рублей, полученную от Адамчука, один из них, который занимался кикбоксингом и нуждался в деньгах, нанёс журналисту по его просьбе два несильных удара в область губ и глаза.
Адамчука обвинили в заведомо ложном доносе, он признал себя виновным и заявил ходатайство о постановлении в отношении него приговора в особом порядке без проведения судебного разбирательства. В марте 2011 года он был осуждён Жуковским городским судом и приговорён к двум годам лишения свободы условно.
С 2013 года является генеральным директором, продюсером и режиссёром творческого объединения «Документалист».